# Malik Beasley
Malik Beasley (Geórgia, 26 de novembro de 1996) é um jogador norte-americano de basquete profissional que atualmente joga pelo Detroit Pistons na National Basketball Association (NBA).
Ele jogou basquete universitário pela Universidade Estadual da Flórida e foi selecionado pelo Denver Nuggets como a 19º escolha geral no draft da NBA de 2016. Após três temporadas e meia com os Nuggets, Beasley foi negociado com o Minnesota Timberwolves em fevereiro de 2020. Em meados de 2021, ele cumpriu 78 dias de uma sentença de 120 dias de prisão relacionada a um incidente de porte de arma de fogo em setembro de 2020. Em julho de 2023, Beasley assinou com o Milwaukee Bucks. Em julho de 2024, ele assinou com o Detroit Pistons.

## Carreira no ensino médio

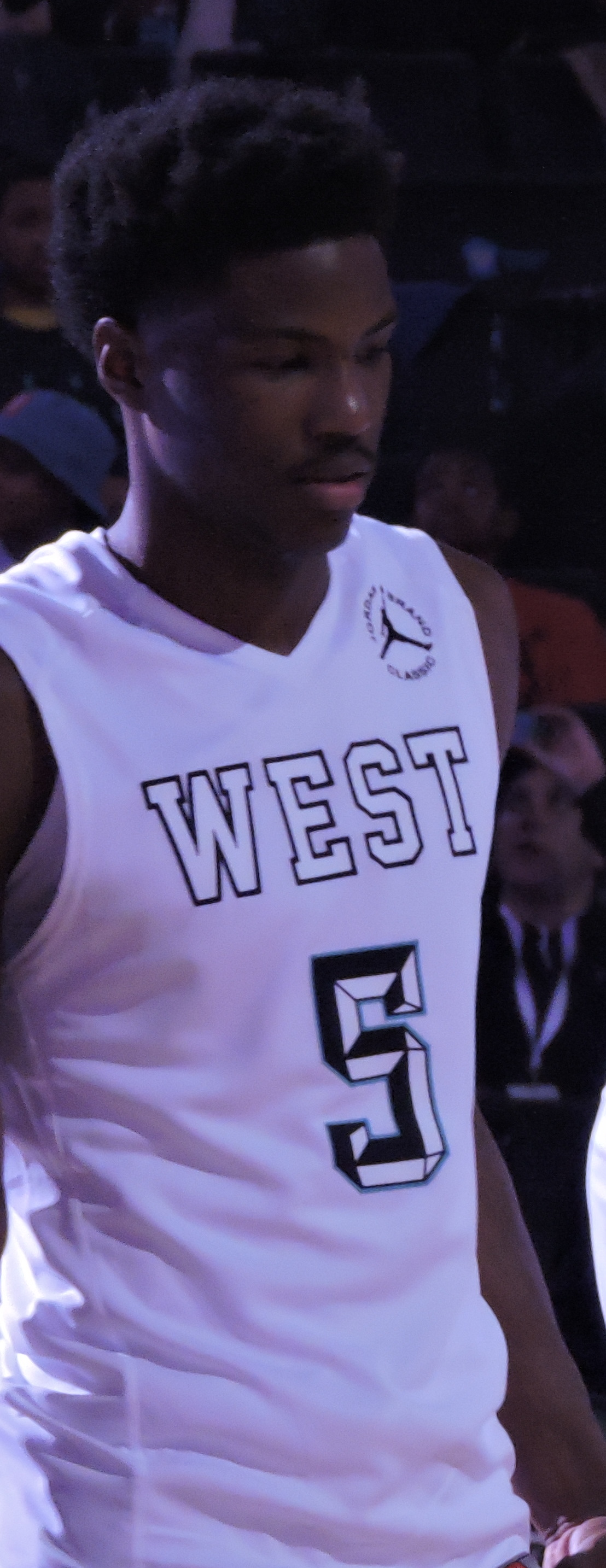
Beasley no Jordan Brand Classic em 2015

Beasley estudou na Saint Francis School em Alpharetta, Georgia. Em seu último ano, ele teve médias de 22,2 pontos, 6,9 rebotes, 2,9 assistências e 1,9 roubos de bola e ganhou o Prêmio de Jogador do Ano. Ele estudou no ensino médio com Kobi Simmons e Kaiser Gates.
Considerado como uma perspectiva de quatro estrelas pela Rivals.com, Beasley se comprometeu com a Universidade Estadual da Flórida e rejeitou as ofertas da UConn, UCLA, Wake Forest e Oregon.

## Carreira universitária
Como calouro na Universidade Estadual da Flórida, Beasley jogou 34 jogos e teve médias de 15,6 pontos, 5,3 rebotes e 1,5 assistências em 29,8 minutos. Posteriormente, ele foi nomeado para a Equipe de Calouros da Atlantic Coast Conference e ficou em oitavo lugar na conferência em porcentagem de lances livres (81%) e 10º em porcentagem de arremessos (47%).
Em 21 de março de 2016, Beasley declarou-se para o draft da NBA de 2016, esquecendo seus últimos três anos de elegibilidade universitária.

## Carreira profissional

### Denver Nuggets (2016–2020)
Após o término da temporada de 2015-16, Beasley fez uma cirurgia para reparar uma fratura por estresse na perna direita. Por causa disso, ele não participou de treinos pré-draft. Apesar de ter preocupações médicas, Beasley foi selecionado pelo Denver Nuggets como a 19ª escolha geral no draft da NBA de 2016. Em 9 de agosto de 2016, ele assinou seu contrato de novato de 4 anos e US$7.8 milhões com os Nuggets.
Beasley jogou em apenas dois dos sete primeiros jogos dos Nuggets na temporada. Ele jogou menos de oito minutos e não conseguiu marcar nesses dois jogos. Em 10 de novembro de 2016, ele marcou 12 pontos em 15 minutos em uma derrota por 125-101 para o Golden State Warriors. Durante sua temporada de estreia, Beasley jogou alguns jogos com o Sioux Falls Skyforce da G-League.
Em 1º de fevereiro de 2019, Beasley marcou 35 pontos na vitória sobre o Houston Rockets.

### Minnesota Timberwolves (2020–2022)
Em 5 de fevereiro de 2020, Beasley foi negociado com o Minnesota Timberwolves em uma troca de quatro equipes e 12 jogadores. Após a troca, Beasley se tornou titular e sua pontuação aumentou drasticamente. Em 14 jogos com os Timberwolves, ele teve médias de 20,7 pontos, 5,1 rebotes e 1,9 assistências.
Em 27 de novembro de 2020, Beasley assinou um contrato de 4 anos e US$60 milhões com os Timberwolves. Em 25 de fevereiro de 2021, Beasley foi suspenso por 12 jogos como resultado de uma alegação de culpa em um caso criminal. No momento da suspensão, ele tinha média de 20,5 pontos e 40% de aproveitamento de 3 pontos.
Em 5 de março de 2022, Beasley quebrou o recorde da franquia de mais arremessos de três pontos feitos em uma única temporada, superando os 190 de Kevin Love. Quatro dias depois, ele fez 11 cestas de 3 pontos, quebrando o recorde da franquia, em uma vitória por 132-102 sobre o Oklahoma City Thunder. Em 16 de abril de 2022, durante o Jogo 1 da primeira rodada dos playoffs, Beasley marcou 23 pontos na vitória por 130-117 sobre o Memphis Grizzlies.
Utah Jazz (2022–2023)
Em 6 de julho de 2022, Beasley foi trocado, junto com Patrick Beverley, Jarred Vanderbilt, Leandro Bolmaro, Walker Kessler e quatro futuras escolhas de primeira rodada, para o Utah Jazz em troca de Rudy Gobert.
Em 19 de outubro, Beasley fez sua estreia pelo Jazz, registrando 15 pontos e cinco rebotes na vitória por 123–102 sobre o Denver Nuggets.

### Los Angeles Lakers (2023)
Em 9 de fevereiro de 2023, Beasley foi trocado para o Los Angeles Lakers em uma troca envolvendo três equipes, incluindo o Minnesota Timberwolves. Dois dias depois, ele fez sua estreia pelos Lakers e registrou quatro pontos e dois rebotes na vitória por 109–103 sobre o Golden State Warriors.
Em 29 de junho de 2023, os Lakers recusaram a opção de renovação do contrato de Beasley, tornando-o um agente livre.

### Milwaukee Bucks (2023–2024)
Em 6 de julho de 2023, Beasley assinou um contrato de 1 ano e US$2.7 milhões com o Milwaukee Bucks.
Em 16 de novembro, Beasley marcou 30 pontos, sua maior pontuação na temporada, durante a vitória por 128–112 sobre o Toronto Raptors. Em 17 de fevereiro de 2024, ele participou do Torneio de Três Pontos durante o All-Star Game da NBA, perdendo para seu companheiro de equipe dos Bucks, Damian Lillard.

### Detroit Pistons (2024–Presente)
Em 11 de julho de 2024, Beasley assinou um contrato de 1 ano e US$6 milhões com o Detroit Pistons.

## Estatísticas da carreira

### NBA

#### Temporada regular
| Ano      | Equipe      | PJ  | PT  | MPJ  | AP   | 3P   | LL   | RT  | AS  | BR | TO | PPJ  |
| -------- | ----------- | --- | --- | ---- | ---- | ---- | ---- | --- | --- | -- | -- | ---- |
| 2016–17  | Denver      | 22  | 1   | 7.5  | .452 | .321 | .800 | .8  | .5  | .3 | .0 | 3.8  |
| 2017–18  | Denver      | 62  | 0   | 9.4  | .410 | .341 | .667 | 1.1 | .5  | .2 | .1 | 3.2  |
| 2018–19  | Denver      | 81  | 18  | 23.2 | .474 | .402 | .848 | 2.5 | 1.2 | .7 | .1 | 11.3 |
| 2019–20  | Denver      | 41  | 0   | 18.2 | .389 | .360 | .868 | 1.9 | 1.2 | .8 | .1 | 7.9  |
| 2019–20  | Minnesota   | 14  | 14  | 33.1 | .472 | .426 | .750 | 5.1 | 1.9 | .6 | .1 | 20.7 |
| 2020–21  | Minnesota   | 37  | 36  | 32.8 | .440 | .399 | .850 | 4.4 | 2.4 | .8 | .2 | 19.6 |
| 2021–22  | Minnesota   | 79  | 18  | 25.0 | .391 | .377 | .817 | 2.9 | 1.5 | .5 | .2 | 12.1 |
| 2022–23  | Utah        | 55  | 13  | 26.8 | .396 | .359 | .841 | 3.6 | 1.7 | .8 | .1 | 13.4 |
| 2022–23  | L.A. Lakers | 26  | 14  | 23.9 | .392 | .353 | .619 | 3.3 | 1.2 | .8 | .0 | 11.1 |
| 2023–24  | Milwaukee   | 79  | 77  | 29.6 | .443 | .413 | .714 | 3.7 | 1.4 | .7 | .1 | 11.3 |
| Carreira | Carreira    | 496 | 191 | 22.9 | .425 | .375 | .777 | 2.9 | 1.3 | .6 | .1 | 11.4 |

#### Play-In
| Ano      | Equipe      | PJ | PT | MPJ  | AP   | 3P   | LL   | RT  | AS | BR | TO  | PPJ  |
| -------- | ----------- | -- | -- | ---- | ---- | ---- | ---- | --- | -- | -- | --- | ---- |
| 2022     | Minnesota   | 1  | 0  | 28.5 | .500 | .429 | .333 | 6.0 | .0 | .0 | 1.0 | 12.0 |
| 2023     | L.A. Lakers | 1  | 0  | 13.6 | .667 | .500 | –    | 1.0 | .0 | .0 | .0  | 5.0  |
| Carreira | Carreira    | 2  | 0  | 21.0 | .583 | .464 | .333 | 3.5 | .0 | .0 | .5  | 8.5  |

#### Playoffs
| Ano      | Equipe      | PJ | PT | MPJ  | AP   | 3P   | LL    | RT  | AS  | BR | TO | PPJ |
| -------- | ----------- | -- | -- | ---- | ---- | ---- | ----- | --- | --- | -- | -- | --- |
| 2019     | Denver      | 14 | 0  | 20.1 | .387 | .404 | .710  | 3.4 | 1.0 | .2 | .1 | 8.1 |
| 2022     | Minnesota   | 6  | 0  | 19.8 | .432 | .320 | .833  | 3.3 | .7  | .3 | .2 | 8.5 |
| 2023     | L.A. Lakers | 11 | 0  | 8.3  | .294 | .269 | 1.000 | .7  | .2  | .1 | .0 | 3.0 |
| 2024     | Milwaukee   | 6  | 2  | 21.8 | .512 | .440 | —     | 2.5 | .7  | .7 | .0 | 8.8 |
| Carreira | Carreira    | 37 | 2  | 17.5 | .406 | .358 | .847  | 2.4 | .6  | .3 | .0 | 7.1 |

### Universitário
| Ano     | Equipe        | PJ | PT | MPJ  | AP   | 3P   | LL   | RT  | AS  | BR | TO | PPJ  |
| ------- | ------------- | -- | -- | ---- | ---- | ---- | ---- | --- | --- | -- | -- | ---- |
| 2015–16 | Florida State | 34 | 33 | 29.8 | .471 | .387 | .813 | 5.3 | 1.5 | .9 | .2 | 15.6 |

## Vida pessoal
Beasley é filho de Michael e Deena Beasley. Seu pai jogou basquete profissional no Chile, República Dominicana e Porto Rico. Seu avô, John Beasley, é um ator que desempenhou o papel do treinador de futebol americano de Notre Dame, Warren, no filme Rudy. Em 26 de março de 2019, Malik e sua esposa Montana Yao tiveram seu primeiro filho.

### Caso criminal
Em 27 de setembro de 2020, Beasley foi preso por posse de maconha, ocultação de propriedade roubada e por um incidente em que brandiu uma arma de fogo. Ele foi inicialmente libertado da custódia da polícia, mas mais tarde enfrentou acusações no condado de Hennepin decorrentes do incidente. Beasley se declarou culpado da acusação de ameaça em dezembro de 2020 e foi condenado a cumprir 120 dias de prisão, com o confinamento ocorrendo após o término da temporada de 2020-21. Beasley cumpriu 78 dias da sentença de 120 dias e foi solto em agosto de 2021.